# Sapromyza quinquepunctata
Sapromyza quinquepunctata är en tvåvingeart som beskrevs av Kertesz 1900. Sapromyza quinquepunctata ingår i släktet Sapromyza och familjen lövflugor. Inga underarter finns listade i Catalogue of Life.